# Грачи
Грачи (шп. Grachi) је америчка фантазијска, тинејџерска серија (теленовела) на шпанском језику, коју су написали Мариела Ромеро, Катарина Ледебоер и Маријана Палос.
Фокус серије је живот и љубавни догађаји тинејџерке Грасијеле „Грачи“ Алонсо која открива да има магичне моћи. Премијера серије биле је на каналу Никелодион латинска Америка 2. маја 2011.
У јануару 2014, Грачи је снимљена на енглеском језику као Тинејџ вештица.

## Главни ликови у серији
- Изабела Кастиљо као Грасијиела „Грачи“ Алонсо
- Андрес Меркадо као Даниел Ескивел
- Кимберли дос Рамос као Матилда Роман
- Рафаел де ла Фуенте као Диего Форлан
- Маурисио Енао као Антонио „Тони“ Гордило
- Сол Родригез као Мерцедес „Меча“ Естивез
- Лансе дос Рамос као Џоуз Марија „Шема“ Ескивел
- Марија Габријела де Фариа као Миа Новоа
- Вили Мартин као Леонардо „Лео” Мартинез
- Данило Карера као Аксел Велез
- Хесус Нејра као Мани
- Кејти Барбери као Урусла
- Рамиро Фумазони као Франциско Алонсо

## Епизоде серије
| Сезона | Сезона | Епизоде | Премијера сезоне  | Крај сезоне       | Крај сезоне      |
| ------ | ------ | ------- | ----------------- | ----------------- | ---------------- |
|        | 1.     | 74      | 2. мај 2011.      | 2. мај 2011.      | 11. август 2011. |
|        | 2.     | 81      | 27. фебруар 2012. | 27. фебруар 2012. | 18. јун 2012.    |
|        | 3.     | 50      | 4. март 2013.     | 4. март 2013.     | 10. мај 2013.    |

## Сезоне
- У јуну 2011, потврђено је да ће се снимати и друга сезона која је почела са емитовањем 27. фебруара 2012. У другој сезони појављује се лоша тинејџерка, вештица — Мија, коју глуми Марија Габријела де Фариа, као и нови Данијелов ривал — Лео, кога глуми Вили Мартин.
- У јуну 2012, почела је са снимањем трећа сезона, која има укупно 50 епизода, а почела је са емитовањем 4. марта 2012, завршена је 10. маја 2013. У трећој сезони појављује се двоје нових чаробњака — Аксел (Данило Карера) и Ману (Хесус Нејра); док су Кимберли и Лансе дос Рамос, који су глумили Матилду и Шему Роман, напустили серију.
- У јануару 2012 серија је синхронизована на енглеском језику и емитована на каналу Никелодион Филипини. 
  - Прва сезона је приказивана од 16. јануара до 27 априла 2012.
  - Друга је приказивана од 6. маја 2013 до 11. септембра 2013.
  - Трећа сезона није емитована.